# Trennbankengesetz
Das deutsche Gesetz zur Abschirmung von Risiken und zur Planung der Sanierung und Abwicklung von Kreditinstituten und Finanzgruppen (häufig Trennbankengesetz) soll der Stabilisierung des europäischen Bankensystems dienen.
Das Gesetz umfasst drei Regelungsbereiche: zum Ersten eine vereinfachte Abwicklung und Sanierung von Kreditinstituten und Finanzgruppen. Die Kreditinstitute müssen rechtzeitig Pläne aufstellen, wie ihre eigene Sanierung und Abwicklung im Fall eines Falles vonstattengehen kann.
Zum Zweiten wird die Abtrennung von risikoreicheren Bereichen vom Einlagengeschäft vorgeschrieben.
Als Drittes führt das Gesetz klare Strafbarkeitsregeln für Geschäftsleitungen von Banken und Versicherungen ein, wenn diese gegen ihre Pflichten verstoßen.
Das Trennbankengesetz ist ein Artikelgesetz, das das Kreditwesengesetz und das Versicherungsaufsichtsgesetz (VAG) ändert. Wegen Einfügung eines § 25f KWG und Verschiebung der vorhandenen §§ 25f bis 25m KWG ohne Anpassung der Verweise auf diese Paragrafen (Art. 2 Nr. 4 und 5 des Gesetzes), wurde die durch das Trennbankengesetz geschaffene Gesetzesfassung mit dem nachfolgenden Art. 1 des Gesetzes zur Anpassung von Gesetzen auf dem Gebiet des Finanzmarktes umfangreich korrigiert.
Der Bundestag verabschiedete das Gesetz im Mai 2013. Im Juni 2013 erteilte der Bundesrat die Zustimmung.
Das Trennbankengesetz trat am 13. August 2013, 2. Januar 2014 und am 31. Januar 2014 in Kraft. Die voraussichtlich elf deutschen Institute, die unter den Anwendungsbereich des Abschirmungsgesetzes fallen, hatten bis zum 1. Juli 2016 Zeit, diese Geschäfte zu beenden oder auf ein wirtschaftlich, organisatorisch und rechtlich eigenständiges Institut zu übertragen.